# Шокша (Мордовия)
Шо́кша — село в Теньгушевском районе Мордовии

## География
Расположено в 14 километрах от районного центра Теньгушево. Возле села протекает река с одноименным названием, которая впадает в реку Мокша.

## Население
| 2002 | 2005 | 2010 |
| ---- | ---- | ---- |
| 615  | ↘599 | ↘540 |

## Диалект
Население села говорит по-русски, но в основном общается на шокшинском диалекте. Диалект шокши — один из изолированных эрзянских диалектов, сформировавшийся на эрзянской основе под влиянием мокшанского языка.

## Административное устройство
Село является административным центром Шокшинского сельского поселения, в состав которого входит также деревня Малая Шокша.

## Инфраструктура
В селе имеется средняя школа (11 классов), библиотека, дом культуры, отделение связи.

## Список улиц[4]
- ул. Верхняя
- ул. Заречная
- ул. Им Черницова
- ул. Молодежная
- ул. Московская
- ул. Нижняя
- ул. Потаповка
- ул. Табачная

## Люди, связанные с селом
- Пряхин, Иван Абрамович (1899—1930) — георгиевский кавалер.
- Ершков, Илларион Семёнович (1907—1972) — Герой Социалистического Труда.
- Пряхин, Иван Савельевич (1922, Шокша — 1983) — Герой Советского Союза
- Шаронов, Александр Маркович — доктор филологических наук, автор эрзяно-мокшанско народного эпоса «Масторава».
- Мельцаев Геннадий Григорьевич (род. 1948) — Народный врач Мордовии, Главный онколог Мордовии, главный врач республиканского диспансера (1999—2018).
- Овечкина (Кабаева), Татьяна Николаевна (род. 1950) — двукратная олимпийская чемпионка.
- Шаронов, Николай Семёнович (род. 1959) — генерал-майор юстиции, Почётный работник прокуратуры РФ.